# Disclaimer (Miniserie)
Disclaimer (dt. etwa: Haftungsausschluss) ist eine US-amerikanisch-britische Miniserie des Regisseurs und Drehbuchautors Alfonso Cuarón aus dem Jahr 2024. Sie basiert auf dem gleichnamigen Bestsellerroman der britischen Autorin Renée Knight (dt. Titel: Deadline) und wurde von Cuarón als Thriller-Mehrteiler für den Streaminganbieter Apple TV+ konzipiert. Im Mittelpunkt der Handlung steht eine gefeierte Journalistin, die von einem Unbekannten einen Roman erhält, der ihre dunkelsten Geheimnisse zu enthüllen droht. Die Hauptrollen übernahmen Cate Blanchett und Kevin Kline.
Die Uraufführung der Serie fand Ende August 2024 beim Internationalen Filmfestival von Venedig statt. Die Ausstrahlung der sieben Folgen umfassenden Miniserie durch Apple TV+ begann im Oktober.

## Handlung
Catherine Ravenscroft ist eine gefeierte Journalistin. Dadurch, dass sie in der Vergangenheit die Verfehlungen und Verbrechen anderer aufgedeckt hat, genießt sie einen exzellenten Ruf. Eines Tages erhält Catherine anonym einen Roman zugeschickt. Zu ihrem Erschrecken muss sie feststellen, dass der unbekannte Verfasser sie in seiner Geschichte zur Hauptfigur gemacht hat. In dem Werk enthüllt er detailliert ihre dunkelsten Geheimnisse. Catherine gerät in Panik. Die Existenz des Romans könnte ihre berufliche Karriere und die Beziehung zu ihrem Ehemann Robert und ihrem Sohn Nicholas zerstören. Sie versucht daraufhin, die wahre Identität des Romanautors zu ermitteln. Dabei muss sie sich ihrer Vergangenheit stellen.

### Literaturvorlage

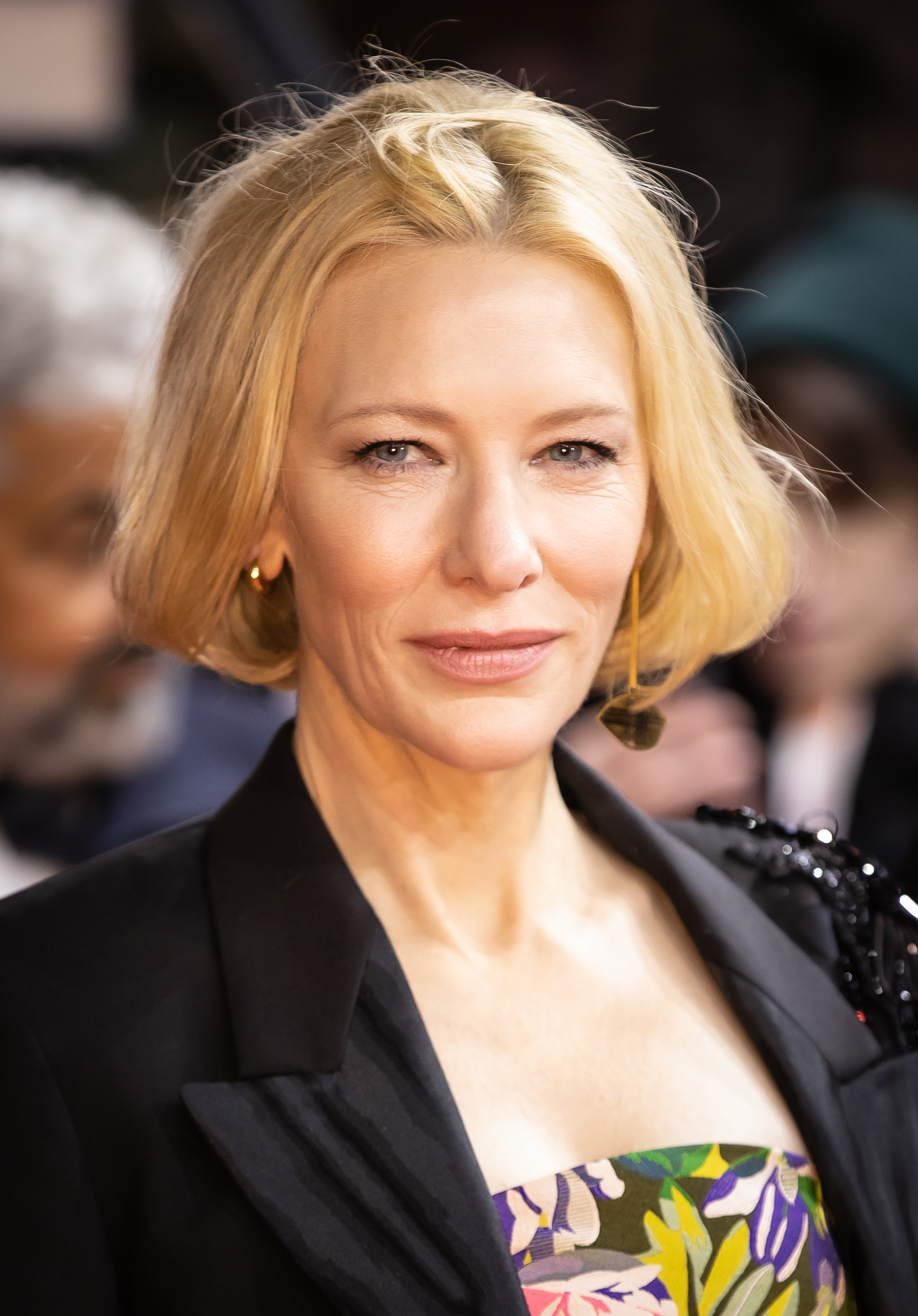
Cate Blanchett übernahm die Hauptrolle der Catherine Ravenscroft

### Verfilmung

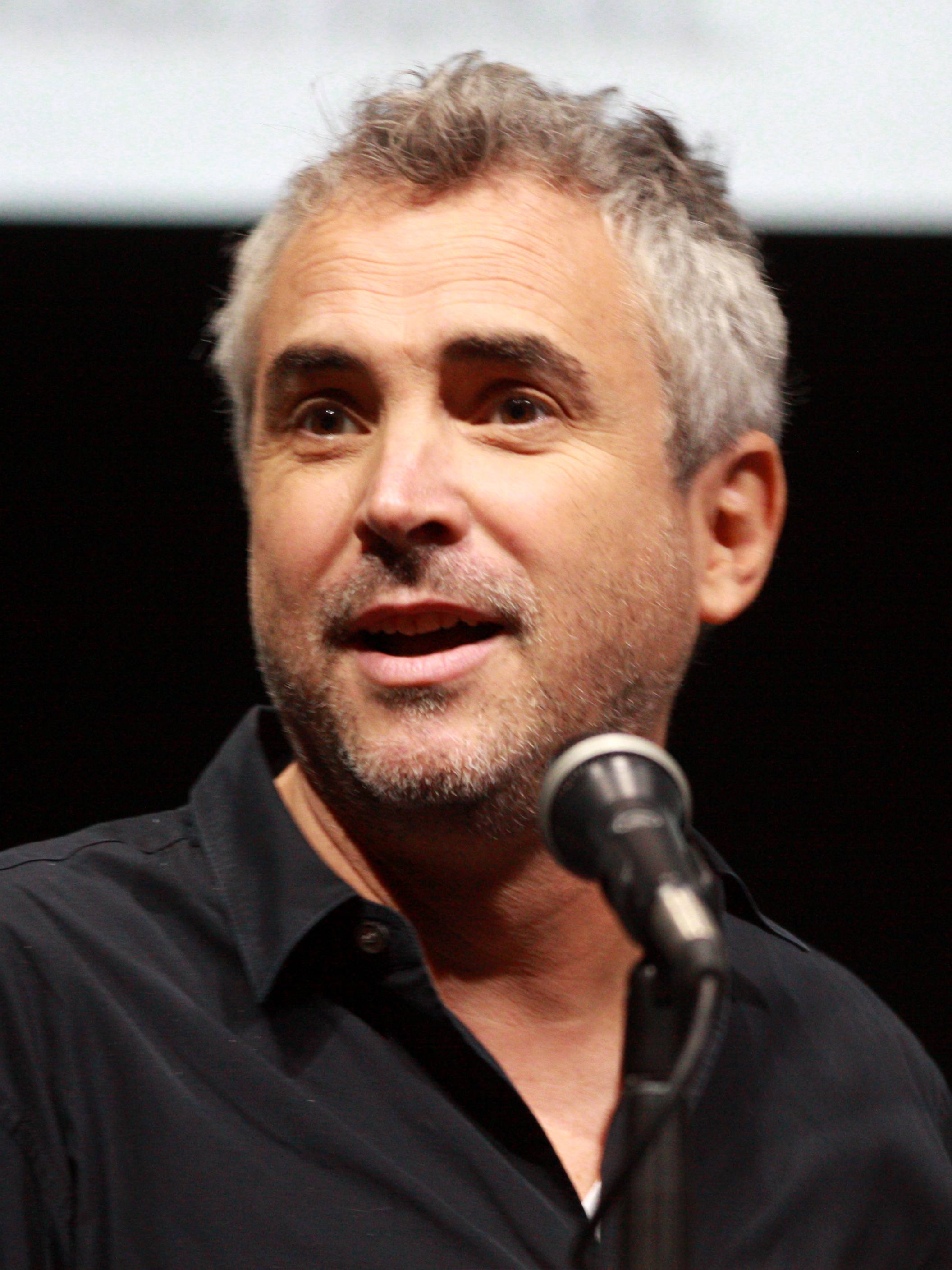
Alfonso Cuarón (2013)

## Entstehungsgeschichte